# Cession d'immobilisation
Les cessions d'immobilisation ainsi que leurs mise au rebut nécessitent un traitement comptable spécifique.

## Principe (en comptabilité française)
Lorsqu'une immobilisation inscrite à l'inventaire d'une entité est cédée à un tiers, il convient de constater en comptabilité générale : 
1. qu'elle cesse de figurer au patrimoine de l'entité ;
2. que sa cession fait apparaître un bénéfice ou une perte ;
3. que la cession induit la création d'une créance sur le cessionnaire, ou d'une recette liquide en cas de règlement comptant.

La mise au rebut d'une immobilisation, du fait de sa perte de valeur d'usage, justifie des deux premiers éléments de cette liste.
La cession d'une immobilisation ne se fait pas nécessairement à la valeur nette comptable. Celle-ci est le résultat d'un calcul d'amortissement qui ne représente qu'approximativement la perte de valeur de l'immobilisation du fait de son usure. À titre d'exemple, un véhicule qui serait totalement amorti mais en bon état et qui roule encore aura une valeur vénale supérieure à sa valeur comptable différente  
Le principe consiste à dissocier en deux écritures comptables différentes, :
- l'opération vis-à-vis du tiers : débit compte de créance tiers ou de trésorerie ; crédit compte de revenus pour le produit de cession (et crédit compte de TVA collectée, le cas échéant si la cession induit une TVA exigible)

- l'opération de sortie d'inventaire, qui d'une part annule la valeur brute et les amortissements cumulés de l'immobilisation sortie d'inventaire, et qui constate le coût de la cession (lequel est égal à la valeur nette comptable) : débit compte d'amortissement cumulé ; débit valeur comptable des éléments d'actifs, crédit valeur brute de l'immobilisation

La plus ou moins value de cession est la différence entre le produit de cession et la valeur comptable de l'actif cédé.
Le cas d'une mise au rebut d'une immobilisation peut être assimilé à une cession pour une valeur nulle.

## Exemple
Une immobilisation de valeur 10 000 est acquise le 1er octobre 2011 et a une durée d'amortissement prévue de 5 ans. Au 30 juin 2014, elle a été amortie comme suit :
| Date       | Valeur brute | Amortissement | Cumul amort. | Valeur nette comptable |
| ---------- | ------------ | ------------- | ------------ | ---------------------- |
| 2011-10-01 | 10 000       | -             | -            | 10 000                 |
| 2011-12-31 | -            | 500           | 500          | 9 500                  |
| 2012-12-31 | -            | 2 000         | 2 500        | 7 500                  |
| 2013-12-31 | -            | 2 000         | 4 500        | 5 500                  |
| 2014-06-30 | -            | 1 000         | 5 500        | 4 500                  |

Le 1er juillet 2014 elle est vendue à l'entreprise Gaston pour une somme de 4 800. (Il est supposé que cette cession ne supporte pas la TVA)

1) l'entité constate la radiation de l'immobilisation au moyen de cette écriture :
| compte | désignation                                     | débit | crédit |
| ------ | ----------------------------------------------- | ----- | ------ |
| 28.    | Amortissement des immobilisations de nature ... | 5 500 | -      |
| 675    | Valeur comptable des actifs cédés               | 4 500 | -      |
| 2..    | Immobilisations de nature ...                   | -     | 10 000 |

2) L'entité constate la cession avec l'écriture suivante :
| compte | désignation                          | débit | crédit |
| ------ | ------------------------------------ | ----- | ------ |
| 462    | Créance sur cession d'immobilisation | 4 800 | -      |
| 775    | Produits de cession d'actifs         | -     | 4 800  |

Au moyen de ces deux écritures, on constate : 
1. que les 10 000 de valeur brute de l'immobilisation et les 5 500 de son amortissement ont bien été soustraits à leurs comptes respectifs ;
2. que la profit dégagé par cette cession est bien inscrit au compte de résultat : compte 775 - compte 675 ⇒ 4 800 - 4 500 = 300 ;
3. que la cession crée une créance sur le cessionnaire de 4 800.